# Александра Корчева
Александра Валентинова Корчева е български политик от Продължаваме промяната. Народен представител в XLVII народно събрание.

## Биография
Александра Корчева е родена на 16 февруари 1992 г. в София, България. През 2010 г. завършва 33 езикова гимназия „Света София“ с английски и френски език, след това записва специалност „Международни отношения“ в СУ „Св. Климент Охридски“.
На парламентарните избори през ноември 2021 г., като кандидат за народен представител е 6-та в листата на Продължаваме промяната за 25 МИР София, от който е избрана за народен представител. Тя влиза на мястото на Калина Константинова, която става вицепремиер по ефективното управление и освобождава място за следващия от листата за 25 МИР София.